# یون‌ساز هوا

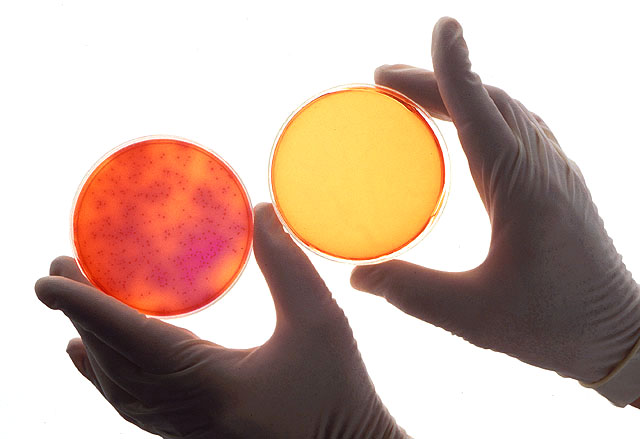
این عکس اثرات استریلیزاسیون یونیزاسیون منفی هوا را بر روی محفظه‌ای که با سالمونلا انتریتیدیس آئروسل شده است، نشان می‌دهد. نمونه سمت چپ بدون تیمار و نمونه سمت راست، تیمار شده است.

دستگاه یون‌ساز (به انگلیسی: Air ioniser) که گاهی تولیدکننده یون منفی نیز نامیده می‌شود، ابزاری است که با استفاده از ولتاژ بالا، مولکول‌های هوا را دارای بار الکتریکی (یا به اصطلاح یونیزه) می‌کند. یون‌های منفی که آنیون نیز نامیده می‌شوند، ذراتی هستند که یک یا چند الکترون اضافه دارند و در نتیجه مجموع بار الکتریکی آنها منفی است. یون‌های مثبت نیز کاتیون نامیده می‌شوند که یک یا چند الکترون کم دارند و در نتیجه، مجموع بار الکتریکی آنها مثبت است. بسیاری از دستگاه‌های تصفیه هوا به گونه‌ای طراحی شده‌اند که یون‌های منفی تولید می‌کنند. همچنین برخی دیگر از دستگاه‌های یون‌ساز هستند که از قابلیت تخلیه الکترواستاتیک (ESD) بهره می‌برند که برای تولید بار الکتریکی ساکن خنثی از آنها استفاده می‌شود.